# Championnats d'Europe de judo 1977
Navigation
Édition précédente Édition suivante
La 26e édition des championnats d'Europe de judo s'est déroulée pour les épreuves masculines les 14 et 15 mai 1977 à Ludwigshafen, en Allemagne de l’Ouest. Les Championnats d'Europe féminins, disputés séparément, se sont tenus à Arlon, en Belgique, en octobre de la même année (voir article connexe).

## Résultats

### Individuels
| Épreuves             | Or                      | Argent                       | Bronze                                             |
| -------------------- | ----------------------- | ---------------------------- | -------------------------------------------------- |
| - 60 kg super-légers | Evgeny Pogorelov (URS)  | Guy Le Baupin (FRA)          | Arpad Szabo (ROU) Reinhard Arndt (GDR)             |
| - 65 kg mi-légers    | Yves Delvingt (FRA)     | Ferenc Szabó (HUN)           | Torsten Reißmann (GDR) Wolfgang Biedron (SWE)      |
| - 71 kg légers       | Vladimir Nevzorov (URS) | Marian Talaj (POL)           | Neil Adams (GBR) Günther Krueger (GDR)             |
| - 78 kg mi-moyens    | Adam Adamczyk (POL)     | Harald Heinke (GDR)          | Bernard Tchoullouyan (FRA) Fred Marhenke (FRG)     |
| - 86 kg moyens       | Alexey Volosov (URS)    | Jürgen Roethlisberger (SUI)  | Zbigniew Bielawski (POL) Detlef Ultsch (GDR)       |
| - 95 kg mi-lourds    | Dietmar Lorenz (GDR)    | Robert Van De Walle (BEL)    | Arthur Schnabel (FRG) Paul Radburn (GBR)           |
| + 95 kg lourds       | Jean-Luc Rougé (FRA)    | Dzhibilo Nizharadze (URS)    | Peter Adelaar (NED) Wolfgang Zueckschwerdt (GDR)   |
| Toutes catégories    | Angelo Parisi (FRA)     | Wolfgang Zueckschwerdt (GDR) | Robert Van De Walle (BEL) Shota Chochishvili (URS) |

### Par équipes
•	Les judokas précédés de l’astérisque sont ceux ayant participé uniquement aux phases éliminatoires (demi-finale, quart de finale, repêchage).
| Épreuve     | Or | Argent | Bronze                      |
| ----------- | --- | --- | --------------------------- |
| Par équipes | Union soviétique Evgeny Pogorelov Amiran Obgaidze Vladimir Nevzorov Dilar Khabuliani Alexey Volosov Tengiz Khubuluri Dzhibilo Nizharadze * Oleg Zurabiani, Valeri Dvoïnikov Shota Chochishvili | France Alain Veret Yves Delvingt Patrick Vial Jean-Pierre Gibert Gérard Decherchi Jean-Luc Rougé * Roger Hairabedian Bernard Tchoullouyan | Allemagne de l'Est Roumanie |

## Tableau des médailles
Les médailles de la compétition par équipes ne sont pas comptabilisées dans ce tableau.
| Rang | Nation               | Or | Argent | Bronze | Total |  |
| ---- | -------------------- | -- | ------ | ------ | ----- |  |
| 1    | Union soviétique     | 3  | 1      | 1      | 5     |  |
| 1    | France               | 3  | 1      | 1      | 5     |  |
| 3    | Allemagne de l'Est   | 1  | 2      | 5      | 8     |  |
| 4    | Pologne              | 1  | 1      | 1      | 3     |  |
| 5    | Belgique             | 0  | 1      | 1      | 2     |  |
| 6    | Hongrie              | 0  | 1      | 0      | 1     |  |
| 6    | Suisse               | 0  | 1      | 0      | 1     |  |
| 8    | Allemagne de l'Ouest | 0  | 0      | 2      | 2     |  |
| 8    | Royaume-Uni          | 0  | 0      | 2      | 2     |  |
| 10   | Roumanie             | 0  | 0      | 1      | 1     |  |
| 10   | Suède                | 0  | 0      | 1      | 1     |  |
| 10   | Pays-Bas             | 0  | 0      | 1      | 1     |  |
|      |                      | 8  | 8      | 16     | 32    |  |

## Sources
- Podiums complets sur le site JudoInside.com.

- Podiums complets sur le site alljudo.net.

- Podiums complets sur le site Les-Sports.info.